# Xã Clay, Quận Morgan, Indiana
Xã Clay (tiếng Anh: Clay Township) là một xã thuộc quận Morgan, tiểu bang Indiana, Hoa Kỳ. Năm 2010, dân số của xã này là 4.292 người.